# Porte de ville (Najac)
Pour les articles homonymes, voir Najac.
La porte de ville est une porte de ville située en France sur la commune de Najac, dans le département de l'Aveyron, en France.
L'édifice est inscrit au titre des monuments historiques depuis le 17 février 1928.
Elle porte le nom de Porte de la Pique. Elle avait une fonction défensive grâce à sa herse.

## Historique
L'édifice est inscrit au titre des monuments historiques en 1928.